# Alexander Bruce (1285-1307)

Stemma del clan Bruce.

Alexander de Brus o Bruce (Carrick, 1285 – Carlisle, 17 febbraio 1307) è stato un nobile e religioso scozzese.

## Biografia

### Origini ed educazione
Era il figlio più giovane di Robert Bruce, VI signore di Annandale e della sua prima moglie Marjorie, Contessa di Carrick. Nacque nel feudo della madre, ultimo figlio maschio della coppia.
Grazie alle connessioni inglesi del padre poté studiare all'università di Cambridge (cosa rara per uno scozzese, anche di alto rango), e una volta tornato in Scozia divenne decano a Glasgow.

### Loch Ryan e morte
Quando il fratello Robert si ribellò ad Edoardo I d'Inghilterra e si proclamò re di Scozia il resto dei fratelli Bruce (tra cui Alexander) furono al suo fianco. Il neo-re Roberto I affidò una parte della propria armata proprio ad Alexander e al fratello Thomas, incaricandoli di portare rinforzi via mare verso sud.
Tuttavia, quando l'armata scozzese sbarcò a Loch Ryan nel febbraio del 1307, il capo lealista locale Dungal MacDouall li attaccò e li sconfisse, distruggendo l'armata e la flotta scozzese e catturando i fratelli Bruce, gravemente feriti. Portati a Carlisle, sia Thomas che Alexander vennero giustiziati tramite impiccagione, sventramento e squartamento il 17 febbraio successivo.

## Ascendenza
|                                       |                    |                                                 | Genitori                                   |  |  | Nonni |  |  | Bisnonni                              |  |  | Trisnonni                               |  |
|                                       |                    |                                                 |                                            |  |  |       |  |  | Robert Bruce, IV Signore di Annandale |  |  | William Bruce, III Signore di Annandale |  |
|                                       |                    |                                                 |                                            |  |  |       |  |  | Robert Bruce, IV Signore di Annandale |  |  | William Bruce, III Signore di Annandale |  |
|                                       |                    | Christina                                       |                                            |  |  |       |  |  | Robert Bruce, IV Signore di Annandale |  |  |                                         |  |
| Robert Bruce, V Signore di Annandale  |                    |                                                 |                                            |  |  |       |  |  | Robert Bruce, IV Signore di Annandale |  |  |                                         |  |
|                                       |                    | Isobel di Huntingdon                            | Davide di Scozia                           |  |  |       |  |  |                                       |  |  |                                         |  |
|                                       |                    | Isobel di Huntingdon                            | Davide di Scozia                           |  |  |       |  |  |                                       |  |  |                                         |  |
|                                       |                    | Isobel di Huntingdon                            | Matilda di Chester                         |  |  |       |  |  |                                       |  |  |                                         |  |
| Robert Bruce, VI signore di Annandale |                    | Isobel di Huntingdon                            |                                            |  |  |       |  |  |                                       |  |  |                                         |  |
|                                       |                    | Gilberto di Clare, V conte di Gloucester        | Richard de Clare, III conte di Hertford    |  |  |       |  |  |                                       |  |  |                                         |  |
|                                       |                    | Gilberto di Clare, V conte di Gloucester        | Richard de Clare, III conte di Hertford    |  |  |       |  |  |                                       |  |  |                                         |  |
|                                       |                    | Gilberto di Clare, V conte di Gloucester        | Amice FitzRobert                           |  |  |       |  |  |                                       |  |  |                                         |  |
| Isabella di Clare                     |                    | Gilberto di Clare, V conte di Gloucester        |                                            |  |  |       |  |  |                                       |  |  |                                         |  |
|                                       |                    | Isabella di Pembroke                            | Guglielmo il Maresciallo                   |  |  |       |  |  |                                       |  |  |                                         |  |
|                                       |                    | Isabella di Pembroke                            | Guglielmo il Maresciallo                   |  |  |       |  |  |                                       |  |  |                                         |  |
|                                       |                    | Isabella di Pembroke                            | Isabella di Clare, IV contessa di Pembroke |  |  |       |  |  |                                       |  |  |                                         |  |
| Alexander Bruce                       |                    | Isabella di Pembroke                            |                                            |  |  |       |  |  |                                       |  |  |                                         |  |
|                                       | Cailean di Carrick | Donnchadh, conte di Carrick                     |                                            |  |  |       |  |  |                                       |  |  |                                         |  |
|                                       | Cailean di Carrick | Donnchadh, conte di Carrick                     |                                            |  |  |       |  |  |                                       |  |  |                                         |  |
|                                       | Cailean di Carrick | Avelina FitzWalter                              |                                            |  |  |       |  |  |                                       |  |  |                                         |  |
| Niall, conte di Carrick               | Cailean di Carrick |                                                 |                                            |  |  |       |  |  |                                       |  |  |                                         |  |
|                                       |                    | una figlia di Niall Ruadh Ó Néill               | Niall Ruadh Ó Néill                        |  |  |       |  |  |                                       |  |  |                                         |  |
|                                       |                    | una figlia di Niall Ruadh Ó Néill               | Niall Ruadh Ó Néill                        |  |  |       |  |  |                                       |  |  |                                         |  |
|                                       |                    | una figlia di Niall Ruadh Ó Néill               | …                                          |  |  |       |  |  |                                       |  |  |                                         |  |
| Marjorie, Contessa di Carrick         |                    | una figlia di Niall Ruadh Ó Néill               |                                            |  |  |       |  |  |                                       |  |  |                                         |  |
|                                       |                    | Walter Stewart, III Grande Intendente di Scozia | Alan fitz Walter                           |  |  |       |  |  |                                       |  |  |                                         |  |
|                                       |                    | Walter Stewart, III Grande Intendente di Scozia | Alan fitz Walter                           |  |  |       |  |  |                                       |  |  |                                         |  |
|                                       |                    | Walter Stewart, III Grande Intendente di Scozia | incerta                                    |  |  |       |  |  |                                       |  |  |                                         |  |
| Margaret Stewart                      |                    | Walter Stewart, III Grande Intendente di Scozia |                                            |  |  |       |  |  |                                       |  |  |                                         |  |
|                                       |                    | Bethóc di Angus                                 | Gille Críst, conte di Angus                |  |  |       |  |  |                                       |  |  |                                         |  |
|                                       |                    | Bethóc di Angus                                 | Gille Críst, conte di Angus                |  |  |       |  |  |                                       |  |  |                                         |  |
|                                       |                    | Bethóc di Angus                                 | Marjorie di Huntingdon                     |  |  |       |  |  |                                       |  |  |                                         |  |
|                                       |                    | Bethóc di Angus                                 |                                            |  |  |       |  |  |                                       |  |  |                                         |  |